# Trois cents Aragviens

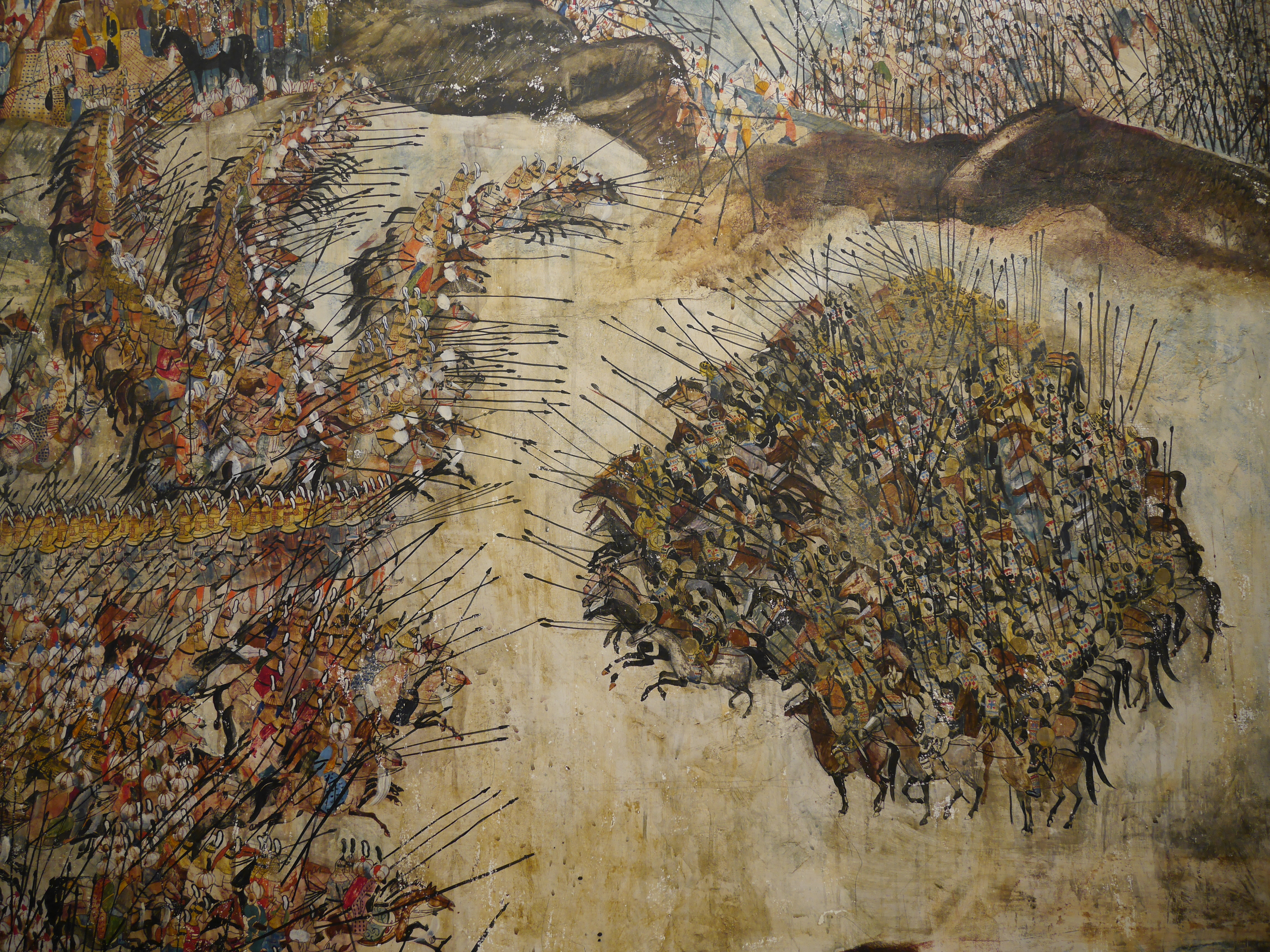
Les trois cent Aragviens (en bas à droite) à la bataille de Krtsanisi, par Merab Abramishvili.

Les Trois Cent Aragviens (géorgien :  სამასი არაგველი ) est le nom par lequel l'historiographie géorgienne désigne un peloton de montagnards descendus de la vallée d'Aragvi, qui fut le dernier à résister en défendant Tbilissi contre les envahisseurs perses en 1795. L'Église orthodoxe géorgienne les a canonisé en 2008.
Leur sacrifice s'est déroulé le 11 Septembre 1795, dans les champs de Krtsanisi puis dans les rues de Tbilissi, sous le règne de Héraclius II de Géorgie, défait par Agha Muhammad Khan. Tbilissi fut pillée et saccagée. La plupart des Aragviens ont été tués, donnant à Héraclius le temps de s'enfuir à Telavi où il mourut plus tard, protégé par l'armée russe,.